# Ө̆
Cette page contient des caractères spéciaux ou non latins. S’ils s’affichent mal (▯, ?, etc.), consultez la page d’aide Unicode.
Le O barré brève cyrillique (capitale Ө̆, minuscule ө̆) est une lettre de l’alphabet cyrillique utilisée en khanty.

## Représentation informatique
Le O barré brève cyrillique peut être représenté avec les caractères Unicode suivants :
| formes    | représentations | chaînes de caractères | points de code | descriptions                                           |
| --------- | --------------- | --------------------- | -------------- | ------------------------------------------------------ |
| capitale  | Ө̆               | Ө◌̆                    | U+04E8 U+0306  | lettre majuscule cyrillique o barré diacritique macron |
| minuscule | ө̆               | ө◌̆                    | U+04E9 U+0306  | lettre minuscule cyrillique o barré diacritique macron |